# Don Valley (ancienne circonscription fédérale)
Pour les articles homonymes, voir Don Valley.

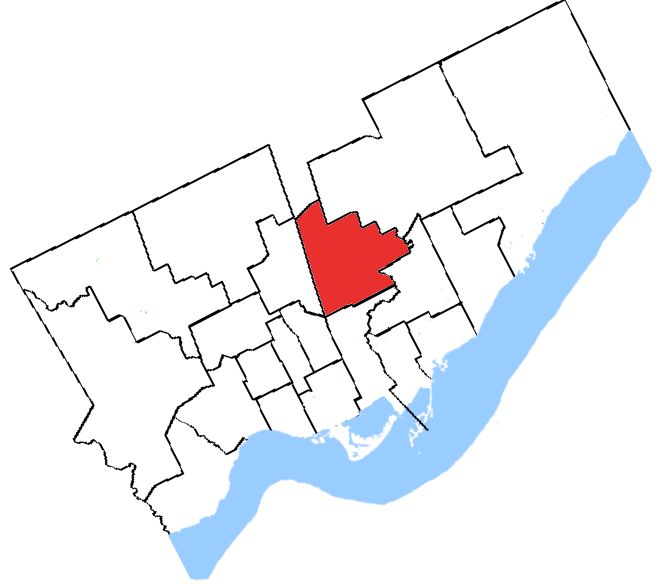
Don Valley par rapport aux autres circonscriptions de la municipalité de Toronto à la même période

Don Valley fut une circonscription électorale fédérale de l'Ontario, représentée de 1968 à 1979.
La circonscription de Don Valley a été créée en 1966 avec des parties d'Eglinton, York-Est et York—Scarborough. Abolie en 1976, elle fut redistribuée parmi Don Valley-Ouest, Rosedale et York-Est.

## Géographie
En 1966, la circonscription de Don Valley était délimitée par la rivière Don, Donlands Avenue, Elginton Avenue East, Lawrence Avenue East, Don Mills Road, Bond Avenue, Leslie Street, York Mills Road, Bayview Avenue, l'Autoroute 401, Yonge Street et Merton Street.

## Députés
1. 1968-1972 — Robert P. Kaplan, PLC
2. 1972-1974 — Jim Gillies, PC
3. 1974-1979 — James McPhail Gillies, PC

- PC = Parti progressiste-conservateur
- PLC = Parti libéral du Canada